# 黑紫蛱蝶
黑紫蛱蝶（学名：Sasakia funebris）也称黑皇后蛱蝶，一种分布于中国南方的鳞翅目昆虫，隶属于蛱蝶科紫蛱蝶属。主要以朴属植物作为宿主。

## 形态特征

### 成虫
成年黑紫蛱蝶翅95～125毫米，雌性比雄性略大。双翅底色为黑色，有天鹅绒蓝色光泽。前翅中室内有1条红色纵纹，端半部各室有长“V”形白色条纹；后翅端部有平行白色长条纹。翅反面斑纹与正面大体相似。前翅反面中室基部为箭头状红斑；中室脉上有1个白斑，中室外下方有3～4个灰白斑；后翅反面基部有1个耳环状红斑。

### 幼虫
幼虫身体呈绿色，越冬期为褐色。六龄幼虫长45～50毫米，宽10～12毫米，体型近似圆筒形。